# Архієрейський сад
Архієре́йський сад — колишній сад в місті Новомиргород на Кіровоградщині.

## Історія
Сад виник в другій половині XVIII століття поряд з будинком генерал-аншефа Петра Текелія, розташованому на підвищенні.
В жовтні 1799 року, після прибуття до Новомиргорода Воронезького єпископа Афанасія, призначеного архіпастирем Новомиргорода замість митрополита Гавриїла, в ньому була облаштована домова церква на честь Афанасія Великого, патріарха Александрійського. Церква була знищена з переходом архієпископа в 1804 році до Катеринослава. Невідомо, куди подівся іконостас та церковне начиння. На згадку про церкву на цьому місці в 1854 році унтер-офіцером Степаном Князевим було встановлений кам'яний монумент з образами та відповідним написом і дерев'яною огорожею, який не зберігся до нашого часу.
Описуючи вулицю Велику Єлисаветградську в 1857 році, А. Шмідт зазначає:
| При в'їзді на вулицю, праворуч знаходиться по схилу гори так званий Архієрейський сад.[3] |
За свідченнями краєзнавця М. Сухова, в Архієрейському саду перед городянами виступав Володимир Винниченко.

## Сучасний стан
На плані Новомиргорода 1834 року Архієрейський сад позначений на прямокутній території, що нині обмежена з західного боку — вулицею Соборності, з півночі — провулком Новосільським, зі східного боку — частиною вулиці Новосільської та Бессарабським яром, з півдня — пасовищем. Після Другої Світової війни на цьому місці був збудований цегельний завод.
Нині, ймовірно, збереглись лише залишки північної частини колишнього саду площею близько 1,2 га в районі сучасних вулиць Новосільської, Шахтарської та провулку Панфілова. Переважно це пустир в низовині, через який протікає частково взята в колектор неглибока балка Бессарабського яру, яка дуже часто пересихає. Тут розташована так звана Архієрейська криниця, характерна своєю незначною глибиною.
В листопаді 2015 року на честь Архієрейського саду було названо провулок Архієрейський (колишній Ватутіна), розташований на підвищенні з протилежного боку Бессарабського яру.